# Trybska Przełęcz (Pogórze)
Trybska Przełęcz (745 m) – przełęcz we wsi Łapsze Wyżne w województwie małopolskim, w powiecie nowotarskim, w gminie Łapsze Niżne. Jest to przełęcz mało wybitna, ma jednak znaczenie topograficzne, gdyż oddziela Pogórze Spiskie (a dokładniej jego część zwaną Magurę Spiską) od Pienin Spiskich. Znajduje się w niewielkiej odległości od drogi powiatowej z Łapsz Wyżnych do Trybsza. Prowadzi do niej droga szutrowa.
Trybska Przełęcz znajduje się wśród pól uprawnych należących do wsi Łapsze Wyżne. Najbliżej położonymi wzniesieniami nad przełęczą jest Grandeus (802 m) należący do Pienin Spiskich i Kuśnierzów Wierch (814 m) należący do Pogórza Spiskiego.
Wśród rzadkich gatunków mchów podlegających ochronie w 2016 r. na Trybskiej Przełęczy znaleziono jodłówkę pospolitą Abietinella abietina, mokradłoszkę zaostrzoną Calliergonella cuspidata, grzebieniowca piórkowatego Ctenidium molluscum, fałdownika nastroszonego Rhytidiadelphus squarrosus, Thuidium assimile.

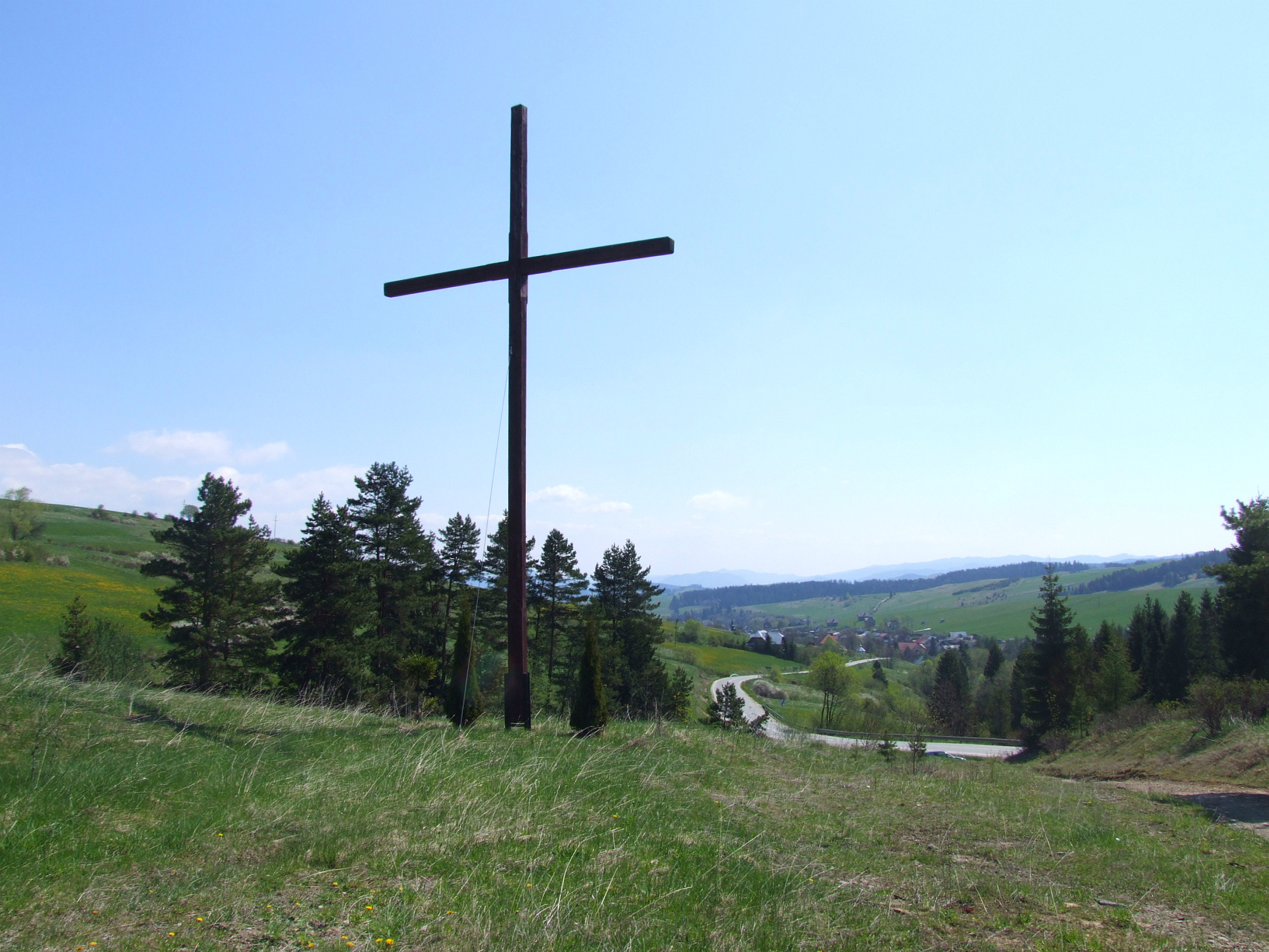
Krzyż w okolicach przełęczy